# Konjic
Konjic je grad na krajnjem sjeveru planinske Hercegovine, u središnjem dijelu Bosne i Hercegovine, u kotlini s obje strane rijeke Neretve i oko ušća Neretvine pritoke Trešanice. Nalazi se u sastavu Hercegovačko-neretvanske županije.

## Stanovništvo

### Popisi 1971. – 1991.
| Stanovništvo općine Konjic |                  |                  |                  |
| godina popisa              | 1991.            | 1981.            | 1971.            |
| Muslimani                  | 23.815 (54,27 %) | 22.826 (52,26 %) | 21.599 (52,83 %) |
| Hrvati                     | 11.513 (26,23 %) | 11.748 (26,89 %) | 12.034 (29,43 %) |
| Srbi                       | 6620 (15,08 %)   | 6518 (14,92 %)   | 6669 (16,31 %)   |
| Jugoslaveni                | 1358 (3,09 %)    | 2051 (4,69 %)    | 202 (0,49 %)     |
| ostali i nepoznato         | 572 (1,30 %)     | 534 (1,22 %)     | 375 (0,91 %)     |
| ukupno                     | 43 878           | 43 677           | 40 879           |

#### Konjic (naseljeno mjesto), nacionalni sastav
| Konjic             |                |                |                |
| godina popisa      | 1991.          | 1981.          | 1971.          |
| Muslimani          | 6697 (48,77 %) | 4947 (42,84 %) | 4316 (45,03 %) |
| Hrvati             | 3036 (22,11 %) | 2566 (22,22 %) | 2925 (30,51 %) |
| Srbi               | 2536 (18,47 %) | 2116 (18,32 %) | 2000 (20,86 %) |
| Jugoslaveni        | 1195 (8,70 %)  | 1755 (15,20 %) | 160 (1,66 %)   |
| ostali i nepoznato | 265 (1,93 %)   | 161 (1,39 %)   | 183 (1,90 %)   |
| ukupno             | 13 729         | 11 545         | 9584           |

### Popis 2013.
| Stanovništvo općine Konjic |                  |
| godina popisa              | 2013.            |
| Bošnjaci                   | 22.486 (89,41 %) |
| Hrvati                     | 1553 (6,18 %)    |
| Srbi                       | 355 (1,41 %)     |
| ostali i nepoznato         | 754 (3,00 %)     |
| ukupno                     | 25 148           |

| Konjic – naseljeno mjesto |                |
| godina popisa             | 2013.          |
| Bošnjaci                  | 9475 (88,29 %) |
| Hrvati                    | 607 (5,66 %)   |
| Srbi                      | 195 (1,82 %)   |
| ostali i nepoznato        | 455 (4,24 %)   |
| ukupno                    | 10 732         |

## Naseljena mjesta
Općinu Konjic sačinjavaju sljedeća naseljena mjesta:
Argud, 
Bale, 
Bare, 
Barmiš, 
Bijela, 
Bjelovčina, 
Blace, 
Blučići, 
Borci, 
Boždarevići, 
Bradina, 
Brda,
Brđani, 
Budišnja Ravan,
Bukovica, 
Bukovlje, 
Bulatovići, 
Bušćak, 
Buturović Polje,
Cerići, 
Crni Vrh, 
Čelebići, 
Čelina,
Česim,  
Čestaljevo,
Čičevo, 
Čuhovići, 
Dobričevići,
Dolovi, 
Doljani, 
Donja Vratna Gora, 
Donje Selo, 
Donje Višnjevice, 
Donji Čažanj, 
Donji Gradac, 
Donji Nevizdraci, 
Donji Prijeslop, 
Došćica, 
Dramiševo,
Dubočani, 
Dubravice, 
Dudle, 
Dužani, 
Džajići, 
Džanići, 
Džepi, 
Falanovo Brdo, 
Gakići, 
Galjevo, 
Gapići,
Glavatičevo, 
Gobelovina, 
Gorani, 
Goransko Polje, 
Gorica, 
Gornja Vratna Gora, 
Gornje Višnjevice, 
Gornji Čažanj, 
Gornji Gradac, 
Gornji Nevizdraci, 
Gostovići, 
Grabovci, 
Gradeljina, 
Grušča, 
Gvozno,
Hasanovići, 
Herići, 
Homatlije, 
Homolje, 
Hondići, 
Hotovlje,
Idbar, 
Jasenik, 
Javorik, 
Jezero, 
Ježeprosina, 
Jošanica, 
Kale, 
Kanjina, 
Kašići, 
Konjic, 
Kostajnica, 
Koto, 
Krajkovići, 
Kralupi, 
Krtići, 
Krupac, 
Krušćica, 
Kula, 
Lađanica, 
Lisičići, 
Lokva, 
Luka, 
Luko,
Lukomir, 
Lukšije, 
Ljesovina, 
Ljubuča, 
Ljusići,
Ljuta, 
Ljuta, 
Mladeškovići, 
Mokro, 
Mrkosovice, 
Obrenovac, 
Obri, 
Odžaci, 
Orahovica, 
Orlište, 
Oteležani, 
Ovčari, 
Pačerani, 
Parsovići, 
Plavuzi, 
Podhum, 
Podorašac, 
Pokojište, 
Polje,
Polje Bijela, 
Požetva, 
Prevlje, 
Radešine, 
Rajac,
Raotići, 
Rasvar, 
Razići, 
Redžići, 
Repovci, 
Repovica,
Ribari, 
Ribići, 
Seljani, 
Seljani, 
Seonica, 
Sitnik, 
Slavkovići, 
Solakova Kula, 
Sopot, 
Spiljani, 
Stojkovići, 
Strgonice, 
Studenčica, 
Sultići, 
Susječno,
Svijenča, 
Šunji, 
Tinje, 
Tovarnica, 
Treboje, 
Trešnjevica,
Trešnjevica,  
Trusina, 
Tuhobići, 
Turija, 
Ugošće, 
Veluša, 
Vinište, 
Vrbljani, 
Vrci, 
Vrdolje, 
Vrhovina,
Zaborani,
Zabrđani, 
Zabrđe, 
Zagorice, 
Zaslivlje,
Zelomići i 
Zukići.
Poslije potpisivanja Daytonskog mirovnog sporazuma, najveći dio općine Konjic ušao je u sastav Federacije BiH. Naseljena mjesta Brda, Čestaljevo, Gapići, Gvozno, Hotovlje, Luko, Ljusići, Ljuta, Polje, Rajac, Susječno, Trešnjevica, Vrhovina i Zelomići ranije su pripadala općini Kalinovik koja je ušla u sastav Republike Srpske, a naseljena mjesta Dramiševo, Seljani i Zaborani pripadala su općini Nevesinje u čiji je sastav ušlo naseljeno mjesto Česim koje je pripadalo općini Konjic.

## Popis katolika u kapelaniji Konjic-Zaslivlje 1838.
Fra Mijo Kobačić napravio je popis svojih župljana 1838., kad je kapelanija proglašena samostalnom. 
| Katoličko stanovništvo kapelanije Konjic-Zaslivlje 1838. |           |              |
| naselje                                                  | broj kuća | stanovništvo |
| Bijela                                                   | 6         | 35           |
| Cagare                                                   | 4         | 16           |
| Čelebići                                                 | 2         | 12           |
| Donje Selo                                               | 4         | 19           |
| Glogošica                                                | 4         | 22           |
| Jošanica                                                 | 2         | 21           |
| Konjic                                                   | 5         | 28           |
| Kuti                                                     | 3         | 34           |
| Lončari                                                  | 3         | 19           |
| Madeškovići                                              | 5         | 32           |
| Homolje                                                  | 4         | 35           |
| Orahovica                                                | 4         | 20           |
| Oskoruša                                                 | 1         | 7            |
| Ovčari                                                   | 3         | 8            |
| Prevlje                                                  | 1         | 7            |
| Repovica                                                 | 4         | 41           |
| Spiljani                                                 | 4         | 29           |
| Stan                                                     | 3         | 21           |
| Turija                                                   | 8         | 73           |
| Zabrđe                                                   | 7         | 63           |
| Zaslivlje                                                | 19        | 112          |
| ukupno                                                   | 99        | 657          |

## Povijest
Na području Konjica preklapale su se zemlje Kotromanića i Kosača. Osim njih živ je bio utjecaj vlastelinskih rodova Purčića, Sankovića i Obrinovića, koji su bili nasljedni članovi velikaškog zbora, odnosno državnog vijeća srednjovjekovne Bosne, najvišeg tijela vlasti u državi. Bili su i gospodari feudalnih oblasti i neposredni vazali vladara. Vlastela su bili i Čemerovići i Paštrovići koji su ostavili traga u Donjem Selu, Lisičićima, Bukovici (Goranima) i Glavatičevu. Stjepan II., ban iz Kotromanića, dinastije bosanskih Hrvata, osvojio je ove krajeve čime su ušli u sastav bosanske srednjovjekovne države. U 15. je stoljeću osnovan franjevački samostan u Konjicu. Konjički franjevci pastorizirali su i katolike područja obližnje Jablanice. 
Osmanlije su ovaj kraj osvojile u pohodu ljeta 1463. kad je osmansku vojsku vodio Mahmut-paša Anđelović, kad su osvojene bosanska Neretva i humska Neretva i Komska župa. Humski Hrvati hercega Stjepana malo zatim iste godine u pohodu od srpnja do rujna oslobodili su humsku Neretvu osim grada Borovca te zapadni dio bosanske Neretve. Osmanska stalna vlast je od sredine 1465. kad je bosanski sandžak-beg Isa-beg Ishaković upao u hercegovu zemlju.
Turska osvajanja Bosne, pa Hercegovine ispočetka postupno pa za nasilnih islamizacija naglo katolici postaju manjina. Povratak katolika u ovaj kraj zbio se tek pretkraj osmanske vladavine, polovicom 19. stoljeća, kad se Hrvati katolici iz južne Hercegovine vraćaju dolinom Neretve u ovaj kraj. Iz osmanskih vremena ostao je naziv za hrvatski graditeljski slog kod ovdašnjih muslimana. Za kuću kažu da je podignuta po "arvackom tarsu" (načinu) kad joj je povrh velikoga krova mali krović. Do relativno nedavna u postojale su dvije takve kuće u Konjicu.
1917. godine od konjičke se župe odvojila jablanička župa. počinju se vraćati. Od matične župe u Konjicu godine 1917., nastaje nova župa u Jablanici. Austro-ugarska vlast donosi bolja vremena katolicima. Prekid je uslijedio zbog Prvog svjetskog rata, zatim gladi i epidemije španjolske gripe zbog koje se usporio prirast hrvatskoga katoličkog pučanstva. U ovom dijelu Drugi svjetski rat bio je posebno krvav, osobito na jablaničkom području, i bilo je mnogo ubijenih, poginulih, ranjenih i nestalih. Nakon prvih višestranačkih izbora 1990. godine većinu su glasova dobile političke stranke SDA i HDZ. Stranka demokratske akcije je pobijedila i nije poštovala pravo predstavnika srpskog naroda i nije im dopustila da sudjeluju u konstituiranju lokalne izvršne vlasti, a ni hrvatski narod nije bolje prošao. Muslimani – Bošnjaci preuzeli su najveći dio mjesta u izvršnoj vlasti i općinskoj upravi, zbog čega je bilo nesuglasica. Uz početne sukobe sa Srbima 1992., odnosi Hrvata i Muslimana bili su više manje dobri, uz sve jače pojave muslimanskog ekstremizma i zločina nad životima, sigurnošću i imovinom Hrvata. Svibnja 1992. Muslimani su otvorili logor za Srbe u športskoj dvorani na Musali u koji su poslije smještani i Hrvati. Smjenom kooperativnog muslimanskog vodstva i postavljanjem prema Hrvatima neprijateljski raspoloženih predsjednika, odnosi se zaoštravaju. Prije zahuktavanja borbi ovdje je strahovlada Safeta Ćibe započeta 13. travnja 1993. rezultirala etničkim čišćenjem općine od Hrvata, kojima je imovina opljačkana i sela spaljena. Općinu su etnički očistili u gotovo mjesec i pol i tek mali džepovi otpora Hrvata opstali su do kraja rata.
Konjic je bio poplavljen početkom listopada 2024.

## Poznate osobe
| - Ante Pavelić, političar, poglavnik NDH - Zuko Džumhur, bh. putopisac, slikar i karikaturist - Bruno Adamčik, svećenik i franjevac - Ante Marković, političar, posljednji jugoslavenski premijer - Luka Vladimirović, hrv. pisac - fra Rastislav Drljić, hrv. pisac - Kasim Prohić, filozof - Anel Hebibović, nogometaš - Smail Prevljak, nogometaš - fra Grgur iz Zaostroga, katolički svećenik i mučenik - Konjički mučenici, kršćanski mučenici - Petar Vrankić, hrv. svećenik i povjesničar - Ilija Jurić, hrv. književnik - Slavko Pavešić, hrvatski jezikoslovac | - Davor Jozić, nogometaš - Dragan Jakovljević, nogometaš - Tanja Žerajić, glumica - Zerina Cokoja, pjevačica - Samir Duro, nogometaš - Dalibor Šilić, nogometaš - Luka Rajić, poduzetnik - Mensur Cakić, viceprvak svijeta u karateu - Nermin Nikšić, političar, predsjednik Vlade FBiH - Dragan Stojković Bosanac, bosanski glazbenik i virtuoz - s. Laurencija Ćurić, franjevka Krista Kralja, uznica jugokomunističkog režima |

## Spomenici i znamenitosti
- Franjevački samostan i crkva sv. Ivana Krstitelja sa samostanskim muzejem, nacionalni spomenik BiH. Podignut blizu mjesta gdje je bio stari franjevački samostan i crkva.
- Kuća Školskih sestara franjevki
- Stari most u Konjicu
- stećci
- muzej
- Titov bunker
- Repovačka džamija

## Šport
- FK Igman Konjic
- RK Igman Konjic
- Košarkaški klub Konjic
- Karate klub Bošnjak
- ŽRK Konjic
- Ženski košarkaški klub Konjic
- Udruženje građana "Organizacija sportskih ribolovaca" Konjic

## Vanjske poveznice
- Službena stranica